# Heinrich von Ferstel
Heinrich von Ferstel (Vienna, 7 luglio 1828 – Vienna, 14 luglio 1883) è stato un architetto austriaco esponente dello storicismo.

## Biografia
Figlio di Ignaz von Ferstel (1796–1866), un impiegato di banca successivamente direttore della banca nazionale austriaca a Praga, Heinrich von Ferstel si formò all'Accademia di belle arti di Vienna. Dopo aver terminato gli studi nel 1850, entrò nell'atelier di suo zio, Friedrich August von Stache, con il quale lavorò all'altare votivo per la cappella di Santa Barbara nella cattedrale di Santo Stefano di Vienna. Collaborò inoltre al restauro e alla costruzione di diversi castelli, specialmente in Boemia. I lunghi soggiorni in Germania, in Belgio, nei Paesi Bassi e in Inghilterra rafforzarono la sua predilezione per l'arte romantica.
Divenne professore di architettura al politecnico di Vienna.

## Opere
- Votivkirche
- Museo delle arti applicate
- Palazzo Wertheim
- Palazzo del Llyod Triestino